# NN-203
La carretera NN-203 es una vía departamental secundaria ubicada en el departamento de Masaya. Con una longitud de aproximadamente 8.13 kilómetros, conecta las comunidades de San Jerónimo y La Reforma, funcionando como una ruta de conexión local al suroeste de la ciudad de Masaya. Fue inaugurada en el año 2024 como parte del programa de mejoramiento vial en zonas rurales y productivas del país.

## Trazado y cruces
La ruta se extiende desde la comunidad de San Jerónimo, donde se conecta con la NIC-4B, hasta La Reforma. A lo largo de su recorrido atraviesa pequeñas comunidades rurales, sirviendo de enlace productivo entre zonas agrícolas y la red vial nacional.
| km   | Localidad    | Departamento | Conexión / Ruta |
| ---- | ------------ | ------------ | --------------- |
| 0.00 | San Jerónimo | Masaya       | NIC 4B          |
| 2.50 | Los Sánchez  | Masaya       |                 |
| 4.10 | El Comalito  | Masaya       |                 |
| 6.00 | Santa Teresa | Masaya       |                 |
| 8.13 | La Reforma   | Masaya       |                 |